# Wydział Grafiki Projektowej Uniwersytetu Artystycznego im. Magdaleny Abakanowicz w Poznaniu
Wydział Grafiki Projektowej Uniwersytetu Artystycznego im. Magdaleny Abakanowicz w Poznaniu – jeden z dziesięciu wydziałów Uniwersytetu Artystycznego im. Magdaleny Abakanowicz w Poznaniu. Jego siedziba znajduje się przy ul. 23 lutego w Poznaniu. 
Samodzielny Wydział Grafiki, początkowo z jedną katedrą, powstał w roku 2002, kiedy to Senat przemianowanej w międzyczasie Akademii Sztuk Pięknych powołał trzy niezależne jednostki zamiast Wydziału Malarstwa, Grafiki i Rzeźby. W 2003 roku do Wydziału Grafiki dołączyła Katedra Komunikacji Wizualnej, funkcjonująca wcześniej na Wydziale Komunikacji Multimedialnej. W 2011 roku zmieniono nazwę wydziału na Wydział Grafiki i Komunikacji Wizualnej. W takim kształcie wydział działał do roku 2024, w którym to został przekształcony w dwa oddzielne wydziały; Wydział Grafiki Artystycznej oraz Wydział Grafiki Projektowej.

## Struktura
Katedra Komunikacji Wizualnej
- Pracownia Interfejsu Graficznego
- Pracownia Ilustracji Wydawniczej
- Pracownia Projektowania Litery
- Pracownia Plakatu i Identyfikacji Wydarzeń
- II Pracownia Plakatu
- Pracownia Grafiki Informacyjnej
- Pracownia Projektowania Opakowań
- Pracownia Wydawnictw
- Pracownia Znaku i Identyfikacji
- Pracownia Grafiki Kinetycznej

## Kierunki studiów
- Grafika Projektowa

## Władze
Dziekan: dr hab. Wojciech Janicki, prof. UAP